# Гаджиева, Хураман Абдулла кызы
Хураман Абдулла кызы Гаджиева (азерб. Xuraman Hacıyeva) (7 марта 1945, Баку (или Уджары), Азербайджанская ССР, СССР  — 15 февраля 2005, там же, Азербайджан) — советская и азербайджанская актриса театра и кино. Народная артистка Азербайджана (1999).

## Биография
Родилась 7 марта 1945 года в Баку (по другим данным в Уджарах). В процессе учёбы в средней школе играла в школьных спектаклях и приобщилась к актёрской карьере. После окончания средней школы в 1964 году поступила в Азербайджанский государственный театральный институт. В процессе учёбы в институте, на втором курсе её приметил режиссёр Тофик Таги-Заде и пригласил её на роль Асьи в культовый фильм Аршин мал алан. Так студентка театрального института дебютировала в советско-азербайджанском кинематографе и снялась в 14 фильмах. В 1966 году оставила театральный институт с целью развития в области кинематографа и переехала в Кировабад, где поступила в Кировабадский государственный педагогический институт на историко-филологический факультет и успешно окончила его. В 1972 году устроилась работать в Кировабадский театр юных зрителей. С 1998 по 2001 год работала в Нахичеванском театре. За вклад в развитие азербайджанского кинематографа она 9 февраля 1979 года была удостоена звания Заслуженной артистки Азербайджанской ССР, 22 мая 1991 года награждена Почётной грамотой Азербайджанской Республики, а 9 октября 1999 года она была удостоена звания Народной артистки Азербайджана.
Скорпостижно скончалась 15 февраля 2005 года в Баку.

## Фильмография

### Избранные фильмы
- 1965 — Аршин мал алан — Асья (вокал. Сона Асланова).
- 1967 — Поединок в горах
- 1972 — Старая черешня